# 新乌津斯克
50°27′33″N 48°08′35″E / 50.4592°N 48.1431°E
新烏津斯克（俄语：Новоузенск）是俄羅斯薩拉托夫州東南部的一個城市，位於大烏津河畔。2002年人口16,881人。
1760年由舊禮儀派建城，1835年設市，並改名為新烏津。後改現名。